# Miodrag Ješić
Miodrag Ješić (ur. 30 listopada 1958 w Osečenicy, zm. 8 grudnia 2022 w Rumii) – serbski piłkarz grający na pozycji napastnika, i trener piłkarski. Przez większą część piłkarskiej kariery związany był z Partizanem Belgrad, z którym trzykrotnie wygrywał rozgrywki ligowe. Po zakończeniu kariery sportowej na początku lat 90 rozpoczął pracę szkoleniową. Prowadził wiele znanych klubów z Jugosławii, ale z żadnym z nich nie zdobył mistrzostwa kraju, ze wszystkich z nich odchodził bądź był zwalniany w trakcie sezonu. Największe sukcesy odnosił poza ojczyzną – w tunezyjskim Club Sportif Sfaxien oraz w bułgarskiej CSKA Sofii; pierwszy zespół doprowadził do zwycięstwa w arabskiej edycji Ligi Mistrzów, a z drugim wygrał tytuł mistrza Bułgarii. Od czerwca 2006 do stycznia 2007 roku po raz drugi w karierze był trenerem Partizana Belgrad.
Miodrag Ješić zginął 8 grudnia 2022 roku w wypadku samochodowym w pobliżu miasta Ruma. Miał 64 lata.

## Sukcesy piłkarskie
- mistrzostwo Jugosławii 1976, 1978 i 1983 z Partizanem

W barwach Partizana Belgrad rozegrał 342 mecze i strzelił 81 goli.
W lidze tureckiej rozegrał 280 meczów i strzelił 63 gole.
W reprezentacji Jugosławii rozegrał 8 meczów i strzelił 2 gole.

## Sukcesy szkoleniowe
- awans do I ligi jugosłowiańskiej w sezonie 1992–93 z Obiliciem Belgrad
- awans do II ligi jugosłowiańskiej w sezonie 1993–94 z Krajisnikiem Belgrad
- III miejsce w lidze tunezyjskiej w sezonie 2000–01, finał Pucharu Tunezji 2001 oraz Arabski Puchar Mistrzów 2000 z Club Sportif Sfaxien
- mistrzostwo Bułgarii 2005 oraz finał Pucharu Bułgarii 2005 z CSKA Sofia
- finał Pucharu Jugosławii 2000 z Partizanem
- Trener roku 2005 w Bułgarii.

## Ciekawostki
- W połowie sezonu 2005–2006 był kandydatem na trenera Wisły Kraków. Działacze ówczesnego mistrza Polski postawili jednak na Rumuna Dana Petrescu.